# Идентификация портфельных рисков
Идентификация портфельных рисков — процесс, который включает выявление рисков, которые могут повлиять на данный портфель и документирование их параметров и характеристик.

## Место в системе управления портфелем проектов
Идентификация портфельных рисков — процесс из блока управление рисками портфеля, включающего в себя:
1. Идентификацию портфельных рисков
2. Анализ портфельных рисков
3. Разработку мер реагирования на риски
4. Мониторинг и контроль портфельных рисков

## Категории рисков портфеля
Портфель включает в себя следующие категории рисков:
- Структурные риски. Риски, связанные с составом портфеля. Могут быть вызваны потенциальными взаимодействиями между компонентами портфеля. Одна из наиболее очевидных категорий угроз — доступность ресурсов. Особенности структуры портфеля, в целом, могут быть коренной причиной ряда рисков.
- Компонентные риски. Эти риски, связанные с отдельными компонентами, которые могут обостриться уровне портфеля. Компонентные риски, как правило, связаны с одним или более параметров тройного ограничения (время, стоимость, результат).
- Общие риски. Общие риски проекта больше, чем просто сумма отдельных проектов портфеля (эффект синергии). Общим риском является также качество управления портфелем организации: применение передового опыта, к примеру, может обеспечить большие возможности для достижения цели, в то время как завышенные планы, а также несовместимые или быстро меняющиеся стратегии могут представлять угрозу для успеха.

Портфельные менеджеры должны сосредоточить своё внимание на портфельных рисках, не опускаясь до уровня микропланирования, то есть не заниматься идентификацией и анализом рисков отдельных проектов.

## Участники процесса идентификации
Это бизнес-менеджеры, портфельные менеджеры, программные и проектые офисы, члены команд управления портфелями, команды управления рисками (если назначены), эксперты из других проектных команд, заказчики, конечные пользователи, заинтересованные стороны и другие специалисты по управлению рисками.
Хотя эти сотрудники зачастую играют ключевую роль, поощрять следует весь проектный персонал.
Выявление рисков портфеля является итеративным процессом, так как новые риски могут возникнуть с течением времени. Частоты и элементы каждой итерации могут изменяться. Вся команда управления портфелем должна быть вовлечена в этот процесс, чтобы развивать и поддерживать чувство сопричастности и ответственности за риски. Заинтересованные стороны вне команды управления портфелем могут предоставлять дополнительную информацию.
За процессом идентификации следует процесс анализа портфельных рисков.
Для характеристики процесса идентификации необходимо рассмотреть элементы на входе и выходе, а также технику и инструменты идентификации портфельных рисков.
Иллюстрация процесса:
| I. Элементы на входе | II. Инструменты и техники | III. Элементы на выходе               |
| --- | --- | ------------------------------------- |
| 1. факторы окружающей среды 2. активы организации (архивная информация) 3. перечень выбранных компонент портфеля 4. план управления портфелем 5. перечень компонентных рисков | 1. обзор документации 2. техники сбора информации 3. анализ контрольного списка 4. анализ, основанный на предположениях 5. диаграммы | 1. регистрация рисков (реестр рисков) |

## Элементы на входе
1. факторы окружающей среды — информация в различных публикациях, коммерческие базы данных, академические работы, бенчмаркинг
2. Активы организации — архивная информация
3. Перечень выбранных компонент портфеля — исходная, базовая информация для начала процесса
4. План управления портфелем — процесс идентификации портфельных рисков требует понимания таких процессов, как расписание, риски, стоимость, качество управления, прописанных в плане управления портфелем проектов. Входной информацией из плана управления рисками здесь является иерархическая структура возможных рисков портфеля (risk breakdown structure, RBS, по аналогии с иерархической структурой работ, work breakdown structure, WBS)
5. перечень компонентных рисков — риски компонент могут быть двух видов:
  - те, что вероятнее всего значительно повлияют на результаты портфеля. Менеджер проекта обязательно должен поставить в известность портфельного менеджера для рассмотрения и потенциального реагирования
  - те, чьи масштабы позволяют оставить их на рассмотрение менеджеров проектов-компонент.

## Инструменты и техники
1. Обзор документации
2. Техники сбора информации
  - мозговой штурм
  - метод Дельфи — метод является способом достижения консенсуса в рамках группы экспертов. Участники действуют анонимно. Ведущий, используя анкету, запрашивает у экспертов информацию о важных рисках портфеля. Полученные ответы он систематизирует и снова передает группе для дальнейших комментариев. Консенсус может быть достигнут в несколько раундов этого процесса. Метод Дельфи помогает свести к минимуму возникновение предубеждений относительно данных и обеспечивает объективность в восприятии вклада каждого участника
  - интервьюирование — собеседование с опытными участниками проектов-компонент и другими заинтересованными сторона, при условии, что эти специалисты могут помочь определить риски
  - идентификация причин рисков — определение причин основных рисков помогает сгруппировать сами риски
  - SWOT анализ
3. Анализ контрольного списка — может быть разработан на основе исторических данных и знаний, накопленных от предыдущих проектов и из других источников информации. В качестве контрольного перечня рисков может быть использован низший уровень RBS
4. Анализ, основанный на предположениях — экспертные гипотезы, предположения, сценарии портфельных менеджеров
5. Диаграммы
  - причинно-следственные (диаграмма Исикавы или диаграмма «Рыбий скелет»)
  - влияния — графическое представление хронологических и прочих связей между переменными
  - риск-компонентные — матрица, систематизирующая риски по их отношению к компонентам портфеля и к одной из трех категорий
  - другие

## Элементы на выходе
1. регистрация рисков (реестр рисков) — становится частью плана управления портфелем проектов
1.1. перечень выявленных рисков
1.2. назначение ответственного за риск
1.3. перечень потенциальных мер реагирования
1.4. причины выявленных рисков
1.5. обновления результатов идентификации
Информация из реестра рисков должна постоянно обновляться менеджерами портфеля и будет использоваться при дальнейшем анализе рисков портфеля.